# Klassieke muziek uit de 20e eeuw
De klassieke muziek uit de 20e eeuw, de Europese klassieke muziek van na 1900, kent talrijke componeerstijlen, van de late romantische stijl van Sergei Rachmaninoff tot het impressionisme van Claude Debussy en Maurice Ravel, gevolgd door het op de volkscultuur geïnspireerde, ritmisch vernieuwende  neoclassicisme van Igor Stravinsky en zijn tegenpool, het cerebrale serialisme van Pierre Boulez, vervolgens de minimale muziek van Steve Reich en Philip Glass, de Musique Concrète van Pierre Schaeffer, de microtonale muziek van Harry Partch, de aleatorische muziek van John Cage en ten slotte de elektronische muziek van Karlheinz Stockhausen.
De overeenkomst tussen deze uiteenlopende modern-klassieke muziekgenres is het op de voorgrond treden van de dissonantie ('onwelluidendheid') in de compositie: de twintigste eeuw in de klassieke muziek wordt wel de dissonante periode genoemd.

## Verschillende stromingen

##### Modernisme
1910-1945.
In de muziek zijn er verschillende stijlen binnen het modernisme:
- Het futurisme van Luigi Russolo was de eerste stroming die opriep tot een nieuwe muziek voor een nieuwe tijd. Later zou Edgar Varèse dit verder uitwerken.
- In Oostenrijk liet Arnold Schönberg de tonaliteit los en ging puur op gevoel schrijven: het expressionisme. De atonaliteit kristalliseerde zich uit tot het 12-toonsstelsel, waarmee Schönberg de 2e Weense School grondvestte, waartoe ook leerlingen Alban Berg en Anton Webern behoorden.
- Voortbouwend op het impressionisme van Claude Debussy, ontstond in Frankrijk de Groupe des Six, waarvan Francis Poulenc, Arthur Honegger en Darius Milhaud de belangrijkste vertegenwoordigers waren.
- Igor Stravinsky en Béla Bartók nemen beiden een plaats op zich in: zij hebben in de loop van de jaren in diverse stijlen gecomponeerd. Toch is hun signatuur uniek en in elk werk duidelijk aanwezig, waardoor – onafhankelijk van de zogenaamde stijl – de luisteraar altijd Stravinsky, respectievelijk Bartók hoort. Beiden hebben zich laten inspireren door vrijwel alle periodes uit de Westerse muziekgeschiedenis en uit de volksmuziek.

##### Neostijlen
Verschillende componisten grepen in de twintigste eeuw met zogeheten neostijlen terug op eerdere stijlen.

##### Avant-gardisme
1945-1970. Onder avant-gardisme wordt in de muziek verstaan: alle muziek die breekt met de (klassiek/romantische) traditie. In de avant-gardemuziek ontbreken tradionele vormen van melodie, harmonie en ritme. Het naoorlogse avant-gardisme kan worden gezien als een reactie van wantrouwen jegens de eigen, westerse cultuur, die in korte opeenvolging twee wereldoorlogen had voortgebracht. In de hele kunst voelden avant-gardisten na de Tweede Wereldoorlog een sterke behoefte om van voren af aan opnieuw te beginnen en letterlijk alle waarden te herzien en te herdefiniëren.

##### Serialisme
Vanaf 1950. Aanleidingen tot het ontstaan van het serialisme waren:
- de compositie Modes de valeurs et d'intensités van de Franse componist Olivier Messiaen;
- een nieuw begrip van het dodecafone werk van de in 1945 overleden Anton Webern;

Het serialisme begon feitelijk met het werk van de Belgische componist Karel Goeyvaerts en werd wereldberoemd door het werk en de inzet van de Duitse componist Karlheinz Stockhausen en de Franse componist Pierre Boulez. Zij breidden het 12-toons idee van Arnold Schönberg uit over alle 'muzikale parameters': toonhoogte, toonduur, toonsterkte, toonkleur. Zo ontstonden complexe schema's, die aan de composities ten grondslag lagen. Het serialisme betekende echter de definitieve breuk met het 'grote publiek', dat deze muziek moeilijk kon volgen, zonder of met kennis over de achterliggende systemen.

##### Microtonale muziek
Microtonale muziek (vanaf 1950) (György Ligeti, Harry Partch, La Monte Young)

##### Minimale muziek
Minimal music (vanaf 1970) (John Cage, Philip Glass, Terry Riley, Steve Reich, Brian Eno)

##### Eigentijdse muziek
De toenemende theoretisering van de moderne twintigste-eeuwse westerse klassieke muziek leidde ertoe dat zij zich steeds verder afzonderde van het volk en slechts toegankelijk was voor een kleinere groep ingewijden.
Waar rock-'n-roll en jazz muziekgenres waren zonder aanzien, hoofdzakelijk omdat het van oorsprong 'zwarte muziek' was, veranderde de culturele waardering voor popmuziek eind jaren zestig sterk.
Toonaangevend waren The Beatles door als eerste een koppeling te maken tussen popmuziek en klassieke muziek: het liedje Yesterday was popmuziek met een klassieke benadering in uitvoering. In 1967 sloegen de Beatles wederom een brug tussen lage kunst (lowbrow art, kunst voor iedereen) en hoge kunst (highbrow art, kunst voor een elite) met het album Sgt. Pepper's Lonely Hearts Club Band, waarop wederom veel schakelingen met de klassieke muziek werden gelegd. Niet langer werd popmuziek als lage kunst en klassieke muziek als hoge kunst beschouwd.
Scheiding tussen beide muziekvormen is sinds die tijd in bepaalde gevallen moeilijk te trekken.
- Minimal music komt zowel in de popmuziek als in de kunstmuziek voor.
- Psychedelische rock en progressive rock lijken in sommige esthetische aspecten soms op werk van modernistische componisten.
- Symfonische rock is popmuziek met orkestrale arrangementen.
- Experimentele muziek heeft vele cross-over elementen en kan zich breedschalig manifesteren als experimentele rock, ambient tot aan aleatorisch gecomponeerde muziek.

Om die reden is de benoeming van muziek van na 1900 als eigentijdse muziek vrijer in opvatting en minder discriminerend dan de termen 'modern klassiek' en 'popmuziek'.